# Estação Ermita
A Estação Ermita é uma das estações do Metrô da Cidade do México, situada na Cidade do México, entre a Estação Portales, a Estação General Anaya, a Estação Mexicaltzingo e a Estação Eje Central. Administrada pelo Sistema de Transporte Colectivo, faz parte da Linha 2 e da Linha 12.
Foi inaugurada em 1º de agosto de 1970. Localiza-se na Estrada de Tlalpan. Atende os bairros Portales e Miravalle, situados na demarcação territorial de Benito Juárez. A estação registrou um movimento de 9.631.903 passageiros em 2016.